# Our Endless War
Our Endless War é o quinto álbum da banda de deathcore americana Whitechapel. O álbum foi lançado no dia 29 de abril, 2014 pela gravadora Metal Blade. "The Saw is the Law" foi lançado em 26 de fevereiro de 2014 como o primeiro single do álbum.
A canção "The Saw Is the Law" foi lançado em 26 de fevereiro de 2014 como o primeiro single do álbum. Em 15 de abril de 2014, um vídeo lírico para a música "Our Endless War" foi lançado.

## Lista da trilha
| Faixas |                           |         |  |
| N.º    | Título                    | Duração |  |
| 1.     | "Rise"                    | 1:20    |  |
| 2.     | "Our Endless War"         | 3:56    |  |
| 3.     | "The Saw Is the Law"      | 4:27    |  |
| 4.     | "Mono"                    | 3:39    |  |
| 5.     | "Let Me Burn"             | 4:23    |  |
| 6.     | "Worship the Digital Age" | 4:12    |  |
| 7.     | "How Times Have Changed"  | 3:32    |  |
| 8.     | "Psychopathy"             | 3:51    |  |
| 9.     | "Blacked Out"             | 3:32    |  |
| 10.    | "Diggs Road"              | 5:59    |  |

| Faixa Bônus    |                          |         |  |
| N.º            | Título                   | Duração |  |
| 11.            | "A Process So Familiar"  | 2:52    |  |
| 12.            | "Fall of the Hypocrites" | 3:00    |  |
| Duração total: | Duração total:           | 44:43   |  |

## Credítos
Whitechapel
- Phil Bozeman — vocal
- Ben Savage — guitarra principal
- Alex Wade — guitarra
- Zach Householder — guitarra
- Gabe Crisp — baixo
- Ben Harclerode — bateria